# إستر بف
إستر بف (بالإنجليزية: Esther Pugh) هي ناشرة أمريكية، ولدت في 31 أغسطس 1834 في سينسيناتي في الولايات المتحدة، وتوفيت في 29 مارس 1908 في فيلادلفيا في الولايات المتحدة.